# 이시카와 카이토 (농구 선수)
이시카와 카이토(일본어: 石川 海斗, 1990년 11월 30일 ~ )는 일본의 농구 선수이다. 포지션은 포인트 가드이다. 신슈 브레이브 워리어스 소속이다.